# Amuré
Amuré är en kommun i departementet Deux-Sèvres i regionen Nouvelle-Aquitaine i västra Frankrike. Kommunen ligger i kantonen Frontenay-Rohan-Rohan som tillhör arrondissementet Niort. År 2022 hade Amuré 429 invånare.

## Befolkningsutveckling
Antalet invånare i kommunen Amuré
| Referens: INSEE |